# CAカルロス・レナウシュ
クルービ・アトレチコ・カルロス・レナウシュ（ポルトガル語: Clube Atlético Carlos Renaux）は、ブラジル・サンタカタリーナ州ブルスキを本拠地とするサッカークラブ。

## 歴史
1913年9月14日にスポルチ・クルブ・ブルスケンシ（Sport Club Brusquense）として設立された。1944年3月19日に現行の名称に改名した。1950年と1953年にカンピオナート・カタリネンセを制覇した。
1987年10月12日にCEパイサンドゥと合併してブルスキFCとなったために消滅した。
しかし1997年にクラブは復活し、州リーグに所属している。

## 本拠地
本拠地は市内にあるエスタジオ・アウグスト・バウエルで、収容人数は5000人である。

## タイトル
- カンピオナート・カタリネンセ: 1950, 1953